# Salles-d'Angles
Pour les articles homonymes, voir Salles et Angles.
Salles-d'Angles est une commune du Sud-Ouest de la France, située dans l'ouest du département de la Charente (région Nouvelle-Aquitaine).
Elle est drainée par le Né, le ruisseau de la Motte et par divers autres petits cours d'eau. La commune possède un patrimoine naturel remarquable : un site Natura 2000 (la « vallée du Né et ses principaux affluents »), qui est également une zone naturelle d'intérêt écologique, faunistique et floristique.
Salles-d'Angles est une commune rurale qui compte 1 007 habitants en 2022. Elle fait partie de l'aire d'attraction de Cognac.
Ses habitants sont les Salléens et les Salléennes.

## Géographie

### Localisation et accès
Salles-d'Angles est une commune située à l'ouest du département de la Charente limitrophe de la Charente-Maritime, à 9 km au sud de Cognac et 38 km à l'ouest d'Angoulême.
La commune est située en Grande Champagne, premier cru du cognac. Elle est formée de la fusion des communes de Salles et d'Angles en 1856.
Le bourg de Salles-d'Angles est aussi à 9 km à l'ouest de Segonzac, le chef-lieu de son canton, 11 km au nord d'Archiac, 14 km au sud-ouest de Jarnac, 17 km à l'est de Pons et 21 km au nord-ouest de Barbezieux.
Salles-d'Angles est située sur la D 731, route de Cognac à Bordeaux par Barbezieux, entre Cognac et Archiac, qui traverse la commune du nord au sud et passe au bourg.
La gare la plus proche est celle de Cognac, desservie par des TER à destination d'Angoulême, Saintes, Royan et La Rochelle avec correspondance à Angoulême pour Paris, Bordeaux, Poitiers et Limoges, et à Saintes pour Niort.

### Communes limitrophes
| Gimeux                                   | Châteaubernard                | Genté                |
| Celles (Charente-Maritime)               | Salles-d'Angles               | Angeac-Champagne     |
| Saint-Martial-sur-Né (Charente-Maritime) | Germignac (Charente-Maritime) | Saint-Fort-sur-le-Né |

### Géologie et relief
Comme toute cette partie rive gauche de la  Charente entre Angoulême et Cognac, c'est une zone crétacée avec cuestas, des calcaires du Santonien jusqu'à Segonzac puis vers le sud une zone de Campanien.
Le Santonien occupe l'extrémité septentrionale de la commune. Il correspond à la plaine de Châteaubernard. La grande partie méridionale est occupée par le Campanien, calcaire plus crayeux, qui donne les paysages de Champagne dans cette partie des Charentes.
À l'intérieur du Campanien, une cuesta faisant face au nord traverse la commune d'est en ouest, entre Treillis et Genté. Cet escarpement caractéristique traverse tout le département et va vers le sud-est en direction de Segonzac, Bouteville, Jurignac, Plassac-Rouffiac, et Gurat. Dans la commune, il sépare au nord la plaine de Cognac de la Champagne au sud, et marque le bord de la vallée du Né à l'ouest. Celle-ci est occupée par des alluvions du Quaternaire,,.
Hormis une petite partie nord occupée par la plaine, le relief de la commune est donc assez vallonné. La vallée du Né occupe la bordure occidentale. Le point culminant de la commune est à une altitude de 87 m, situé à l'est du bourg à un ancien moulin à vent ruiné. Le point le plus bas est à 11 m, situé le long du Né en aval de Mauriac. Le bourg est à environ 45 m d'altitude.

#### Réseau hydrographique

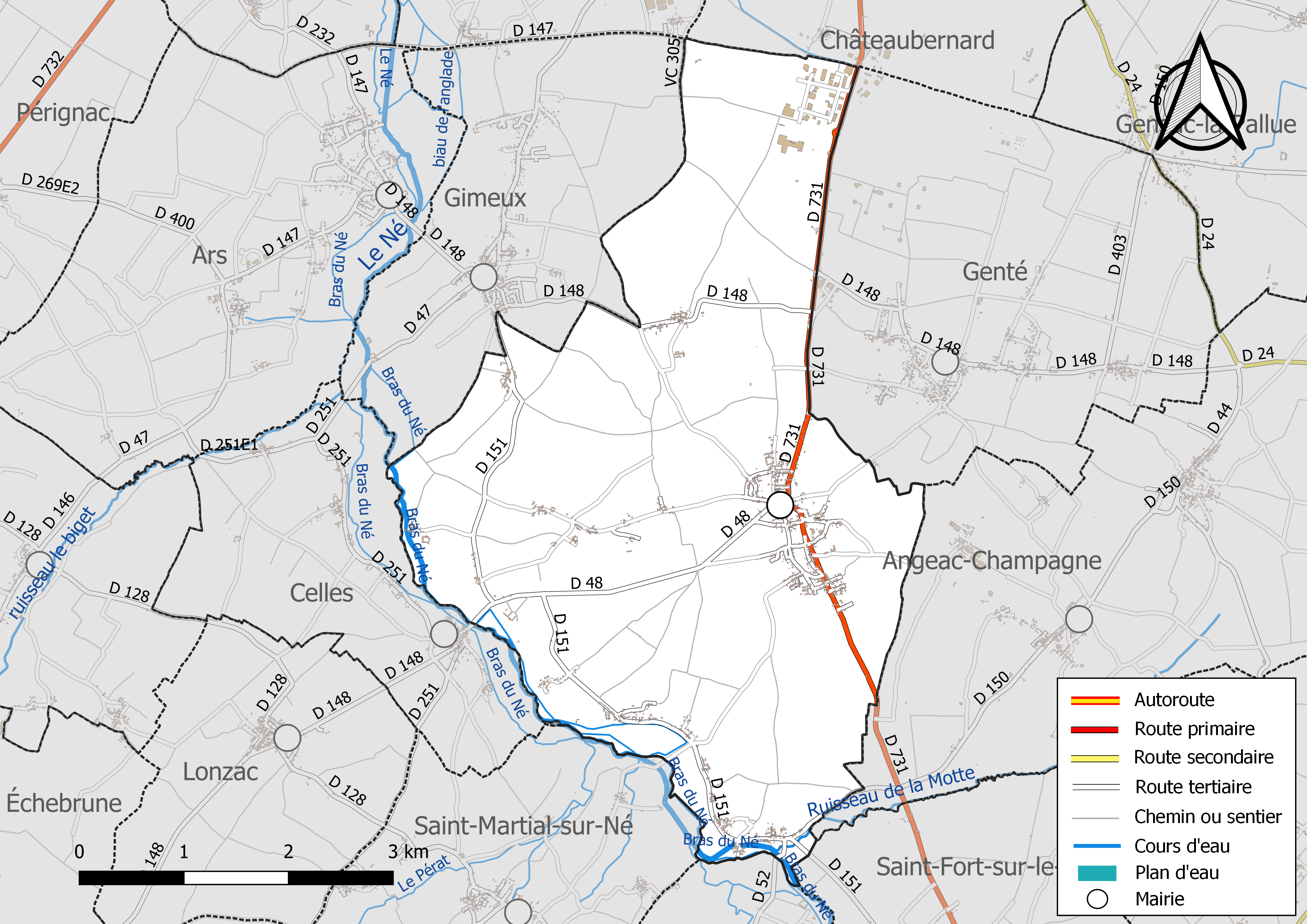
Réseaux hydrographique et routier de Salles-d'Angles.

La commune est située dans le bassin versant de la Charente, au sein du bassin hydrographique Adour-Garonne.
Elle est drainée par le Né et divers de ses bras, le ruisseau de la Motte, ainsi que par deux petits cours d'eau, qui constituent un réseau hydrographique de 9 km de longueur totale,.
Le Né, d'une longueur totale de 66,1 km, prend sa source dans la commune de Bécheresse et se jette  dans la Charente à Merpins, après avoir traversé 25 communes. Son cours est très sinueux. Sur le territoire communal, qu'il longe sur son flanc sud-ouest, il comprend de nombreuses subdivisions qui ont conduit à la formation plusieurs îles (l'île Basse, l'Ile de Dessus, l'Ile d'Angle,…) et la formation d'un paysage humide caractéristique.

#### Zones humides
Une pré-localisation des zones humides du département de la Charente a été réalisée en 2011 par la DREAL Poitou-Charentes. Sur la commune, outre la vallée du Né, des zones humides ont été pré-identifiées sur trois dépressions topographiques bien marquées de la commune : 
- le vallon dans lequel s’étire le bourg de Salles-d'Angles, et qui se prolonge jusqu’en limite sud de la commune ;
- la petite dépression au niveau du hameau de « Pruneau » ;
- la dépression au niveau des « Egaux », qui se prolonge jusqu’à la vallée du Né.

#### Gestion des cours d'eau
Le territoire communal est couvert par le SAGE « Charente », déclinaison du SDAGE Adour-Garonne sur le bassin de la Charente. Le SAGE « Charente » a été approuvé le 19 novembre 2019. Il a été élaboré et est animé par l'établissement public territorial de bassin Charente. Il définit les objectifs généraux d’utilisation, de mise en valeur et de protection quantitative et qualitative des ressources en eau superficielle et souterraine, en respect des objectifs de qualité définis dans le troisième SDAGE Adour-Garonne qui couvre la période 2022-2027, approuvé le 18 mars 2022.

### Climat
Le département de la Charente a un climat océanique de type aquitain plus perceptible dans ses deux tiers ouest, de Cognac jusqu'à Angoulême. Il se modifie en « climat océanique dégradé » en allant vers l'est en Charente limousine.
De façon plus généralisée, le climat qui caractérise la commune est qualifié, en 2010, de « climat océanique altéré », selon la typologie des climats de la France qui compte alors huit grands types de climats en métropole. En 2020, la commune ressort du même type de climat dans la classification établie par Météo-France, qui ne compte désormais, en première approche, que cinq grands types de climats en métropole. Il s’agit d’une zone de transition entre le climat océanique, le climat de montagne et le climat semi-continental. Les écarts de température entre hiver et été augmentent avec l'éloignement de la mer. La pluviométrie est plus faible qu'en bord de mer, sauf aux abords des reliefs.
Les paramètres climatiques qui ont permis d’établir la typologie de 2010 comportent six variables pour les températures et huit pour les précipitations, dont les valeurs correspondent aux données mensuelles sur la normale 1971-2000. Les sept principales variables caractérisant la commune sont présentées dans l'encadré ci-après.
| Paramètres climatiques communaux sur la période 1971-2000 - Moyenne annuelle de température : 12,9 °C - Nombre de jours avec une température inférieure à −5 °C : 1,8 j - Nombre de jours avec une température supérieure à 30 °C : 5,9 j - Amplitude thermique annuelle : 14,7 °C - Cumuls annuels de précipitation : 893 mm - Nombre de jours de précipitation en janvier : 12,2 j - Nombre de jours de précipitation en juillet : 6,5 j |

Avec le changement climatique, ces variables ont évolué. Une étude réalisée en 2014 par la Direction générale de l'Énergie et du Climat complétée par des études régionales prévoit en effet que la  température moyenne devrait croître et la pluviométrie moyenne baisser, avec toutefois de fortes variations régionales. Ces changements peuvent être constatés sur la station météorologique de Météo-France la plus proche, « Cognac », sur la commune de Châteaubernard, mise en service en 1945 et qui se trouve à 6 km à vol d'oiseau,, où la température moyenne annuelle évolue de 12,9 °C pour la période 1971-2000, à 13,3 °C pour 1981-2010, puis à 13,8 °C pour 1991-2020.

### Milieux naturels et biodiversité

#### Réseau Natura 2000
Le réseau Natura 2000 est un réseau écologique européen de sites naturels d'intérêt écologique élaboré à partir des directives habitats et oiseaux, constitué de zones spéciales de conservation (ZSC) et de zones de protection spéciale (ZPS).
Un site Natura 2000 a été défini sur la commune au titre de la directive habitats : la « vallée du Né et ses principaux affluents », d'une superficie de 4 630 ha, un site caractérisé par la présence traditionnelle du Vison d'Europe depuis plus de 50 ans.

#### Zones naturelles d'intérêt écologique, faunistique et floristique
L’inventaire des zones naturelles d'intérêt écologique, faunistique et floristique (ZNIEFF) a pour objectif de réaliser une couverture des zones les plus intéressantes sur le plan écologique, essentiellement dans la perspective d’améliorer la connaissance du patrimoine naturel national et de fournir aux différents décideurs un outil d’aide à la prise en compte de l’environnement dans l’aménagement du territoire.
Une ZNIEFF de type 2 est recensée sur la commune :
« Vallée du Né et ses affluents » (4 610 ha), couvrant 57 communes dont 52 en Charente et 5 en Charente-Maritime.

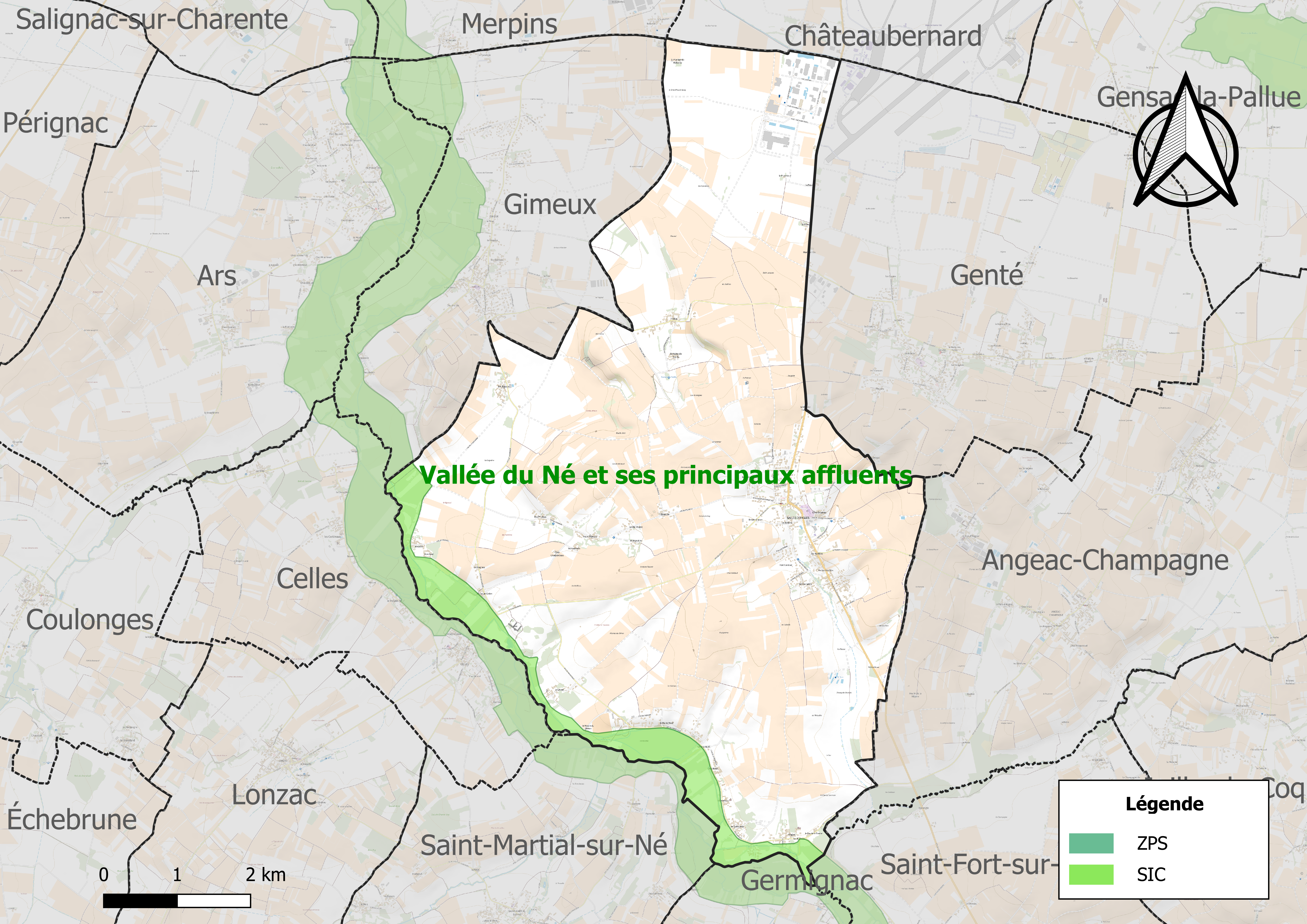
Carte de la zone Natura 2000 sur la commune.
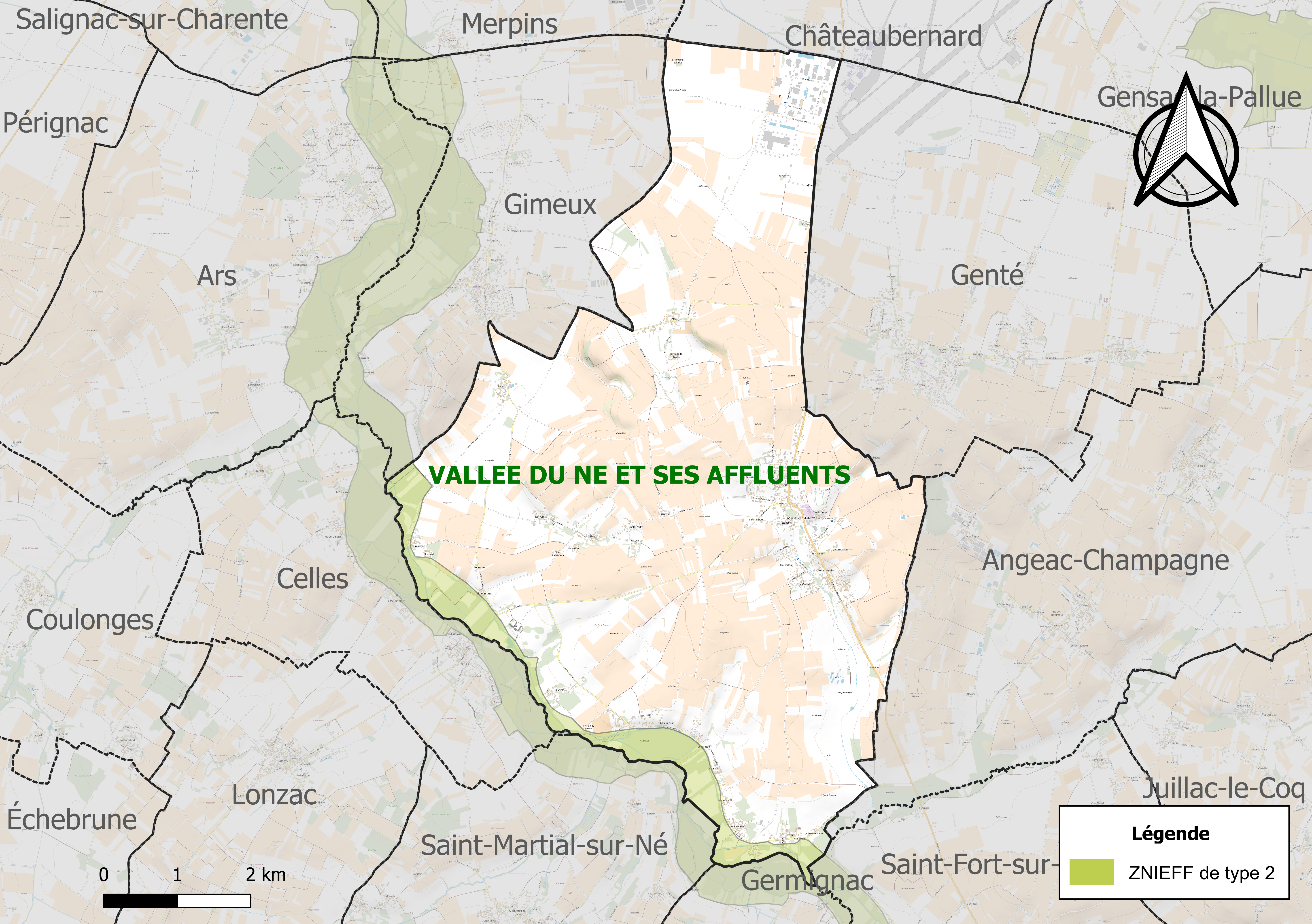
Carte de la ZNIEFF de type 2 sur la commune.

## Urbanisme

### Typologie
Au 1er janvier 2024, Salles-d'Angles est catégorisée commune rurale à habitat dispersé, selon la nouvelle grille communale de densité à 7 niveaux définie par l'Insee en 2022.
Elle est située hors unité urbaine. Par ailleurs la commune fait partie de l'aire d'attraction de Cognac, dont elle est une commune de la couronne,. Cette aire, qui regroupe 44 communes, est catégorisée dans les aires de 50 000 à moins de 200 000 habitants,.

### Occupation des sols
L'occupation des sols de la commune, telle qu'elle ressort de la base de données européenne d’occupation biophysique des sols Corine Land Cover (CLC), est marquée par l'importance des territoires agricoles (88,4 % en 2018), en diminution par rapport à 1990 (92,6 %). La répartition détaillée en 2018 est la suivante : 
cultures permanentes (51,1 %), terres arables (22,2 %), zones agricoles hétérogènes (15 %), zones urbanisées (5,1 %), forêts (2,9 %), zones industrielles ou commerciales et réseaux de communication (2,4 %), milieux à végétation arbustive et/ou herbacée (1,1 %), prairies (0,1 %). L'évolution de l’occupation des sols de la commune et de ses infrastructures peut être observée sur les différentes représentations cartographiques du territoire : la carte de Cassini (XVIIIe siècle), la carte d'état-major (1820-1866) et les cartes ou photos aériennes de l'IGN pour la période actuelle (1950 à aujourd'hui).

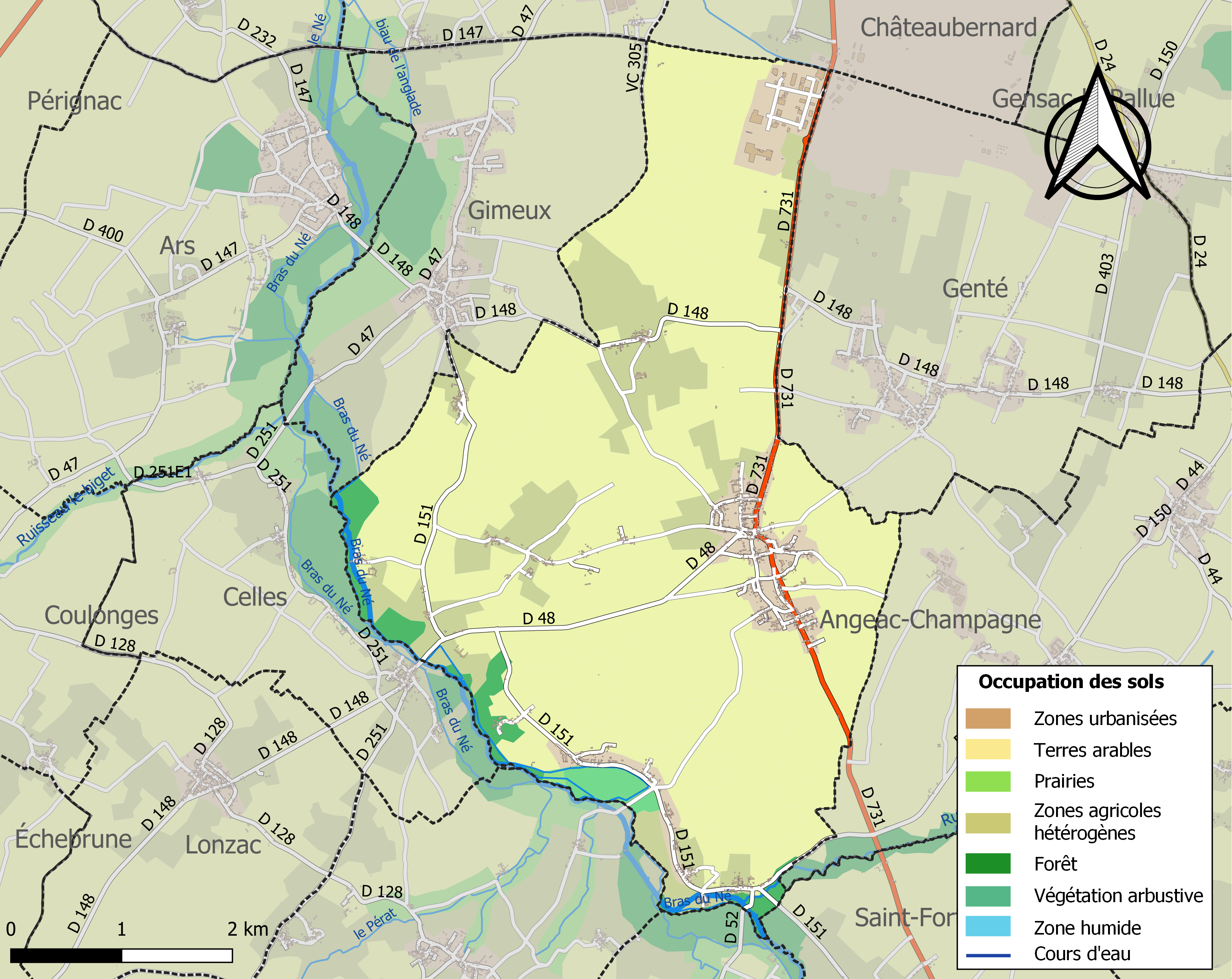
Carte des infrastructures et de l'occupation des sols de la commune en 2018 (CLC).

### Hameaux et lieux-dits
Le village d'Angles est situé au sud de la commune. La route longeant le Né comporte aussi d'autres hameaux : les Lambert, le Maine Neuf, Mauriac, etc. Les autres hameaux de la commune sont Pruneau à l'ouest, les Egaux, Treillis au nord, etc. Le bourg est aggloméré d'autres hameaux : les Gaboriauds, Chez Boureau, les Morfilles, les Vallades.

### Habitat
La maison dite individuelle, sous la forme de grandes bâtisses anciennes ou de pavillons, est le type d'habitat quasi-exclusif sur la commune, puisque ce type d'habitat représente 99 % du parc de résidences principales.
Un projet de lotissement est lancé par l'équipe municipale en 2021, ainsi que la construction d'une maison de santé, annexe de celle de la commune d'Ars.

### Risques majeurs
Le territoire de la commune de Salles-d'Angles est vulnérable à différents aléas naturels : météorologiques (tempête, orage, neige, grand froid, canicule ou sécheresse) et séisme (sismicité faible). Il est également exposé à un risque technologique,  le transport de matières dangereuses. Un site publié par le BRGM permet d'évaluer simplement et rapidement les risques d'un bien localisé soit par son adresse soit par le numéro de sa parcelle.

#### Risques naturels

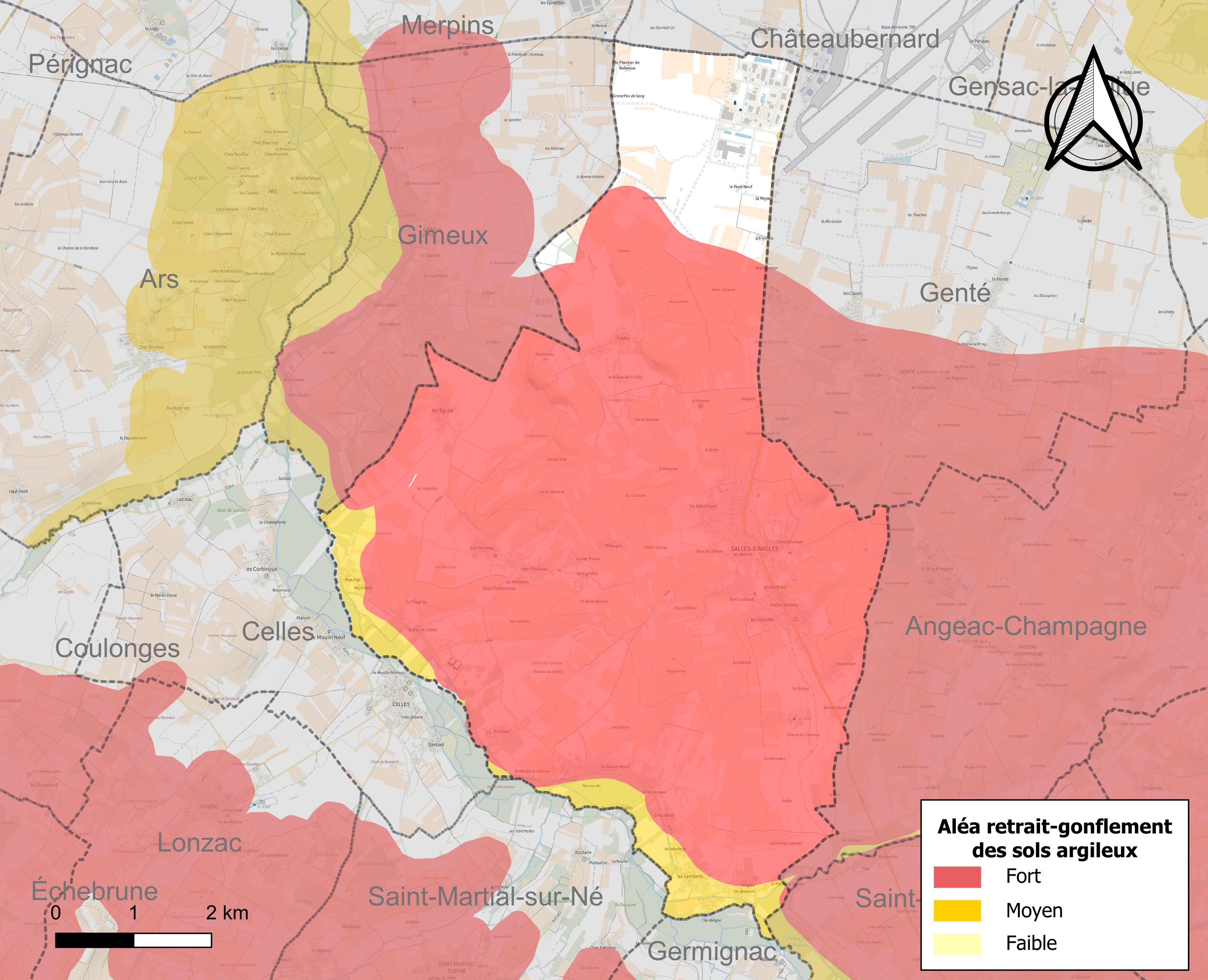
Carte des zones d'aléa retrait-gonflement des sols argileux de Salles-d'Angles.

Le retrait-gonflement des sols argileux est susceptible d'engendrer des dommages importants aux bâtiments en cas d’alternance de périodes de sécheresse et de pluie. 88,3 % de la superficie communale est en aléa moyen ou fort (67,4 % au niveau départemental et 48,5 % au niveau national). Sur les 521 bâtiments dénombrés sur la commune en 2019,  516 sont en aléa moyen ou fort, soit 99 %, à comparer aux 81 % au niveau départemental et 54 % au niveau national. Une cartographie de l'exposition du territoire national au retrait gonflement des sols argileux est disponible sur le site du BRGM,.
Par ailleurs, afin de mieux appréhender le risque d’affaissement de terrain, l'inventaire national des cavités souterraines permet de localiser celles situées sur la commune.
La commune a été reconnue en état de catastrophe naturelle au titre des dommages causés par les inondations et coulées de boue survenues en 1982, 1986, 1992, 1993 et 1999. Concernant les mouvements de terrains, la commune a été reconnue en état de catastrophe naturelle au titre des dommages causés par la sécheresse en 2003 et par des mouvements de terrain en 1999.

#### Risques technologiques
Le risque de transport de matières dangereuses sur la commune est lié à sa traversée par une ou des infrastructures routières ou ferroviaires importantes ou la présence d'une canalisation de transport d'hydrocarbures. Un accident se produisant sur de telles infrastructures est susceptible d’avoir des effets graves sur les biens, les personnes ou l'environnement, selon la nature du matériau transporté. Des dispositions d’urbanisme peuvent être préconisées en conséquence.

## Toponymie
Le nom de la commune est attesté par la forme ancienne latinisée de Salis in Campania (« Salles en Champagne », non datée, antérieure au XVe siècle).
Le mot Salles qui a donné son nom à de nombreuses communes du sud de la France (La Salle, Les Salles, Lasalle, Lassalles, Salles, etc.) dériverait du germanique seli, en allemand saal, désignant « chambre, château »,.
Le nom du village d’Angles existait au XIIe siècle, et n'est donc pas imputable aux Anglais.
La commune est créée Salles en 1793 à partir du nom de la paroisse. En 1856, Salles absorbe la petite commune d'Angles. La carte d'état-major (XIXe siècle) affiche encore séparément Salles et Angles.

## Histoire

### De la Préhistoire à l'Antiquité
Les fossés circulaires protohistoriques de Champ Commun et du Grand Peu de Sang, les divers vestiges de constructions gallo-romaines sur le plateau des Tubias et aux lieux-dits le Pont Neuf et la Guignère signent l'ancienneté de l'occupation. Le chemin Boisné, ancienne voie romaine de Saintes à Périgueux, limite la commune au nord sur 700 mètres.
Trois camps romains ou médiévaux étaient encore visibles au début du XXe siècle : le Cot de Reigner, le Chiron de Miot et le Terrier de Cot.

### Moyen Âge

#### Templiers et Hospitaliers
La commanderie d'Angles, d'abord aux Templiers avant d'être dévolue aux Hospitaliers de l'ordre de Saint-Jean de Jérusalem, date du XIIe siècle.

#### Seigneurie
La seigneurie de Salles était ancienne. Ce fut d'abord une descendance des châtellenies de Cognac et de Merpins, fiefs des comtes d'Angoulême. Elle en fut détachée après la mort de Guy de Lusignan en 1309, le comté d'Angoumois revenant au royaume de France. Jeanne de Lusignan, gérant cette succession avec le roi de France et héritière de son frère Guy des terres de Salles et Genté, légua par testament la baronnie de Salles à son petit-fils Geoffroy de Mortemer (orthographié Mortimer en Angleterre).
Après le traité de Brétigny où l'Angoumois et la Saintonge au nord de la Charente ont été rétrocédés aux Anglais (qui possédaient déjà la Saintonge au sud du fleuve), Geoffroy de Mortimer dut rendre hommage en 1363 à Saintes au représentant du roi d'Angleterre pour ses terres de Salles et de Genté,.

### Temps modernes
Le château de Salles a été détruit pendant la guerre de Cent Ans. En 1534, la dernière descendante des Mortimer épouse Louis de La Rochefoucauld, baron de Montendre, et c'est son fils, Gaston de La Rochefoucauld, qui aurait reconstruit le château entre 1586 et 1587.
Au XVIIe siècle, les terres de Salles et Genté passèrent ensuite par mariage au capitaine Alexandre de Galard de Béarn, comte de Brassac, lieutenant-colonel du régiment de Navarre. Pendant les troubles de la Fronde, le comte de Brassac seconda brillamment le comte d'Harcourt dans sa campagne contre le prince de Condé.
À la fin du XVIIe siècle, la terre de Salles fut acquise par Marie-Françoise de Rochechouart de Mortemart, dame de Tonnay-Charente, qui avait épousé Jean-Charles de Talleyrand-Périgord, prince de Chalais. La famille de Talleyrand conserva la possession des terres de Salles et de Genté jusqu'à la Révolution.
Le château comprenait, d'après un document de 1714, une maison de maître en mauvais état, un pavillon, un chai, une écurie et des toits, un jardin et deux pigeonniers,. Le 22 ventôse an II il est réparti en quatre ou six lots. Il n'en reste que le puits qui porte la date 1586 et ce que l'on appelle le « pavillon »,.
Les premiers registres de l'état civil de Salles ne remontent qu'à 1701.

### Époque contemporaine
Les nombreux moulins sur le Né existent depuis fort longtemps puisque six sont notés sur la carte de Cassini.
Salles absorbe Angles en 1856.
Au début du XXe siècle, l'industrie étaient encore représentée par les quelques moulins et la distillerie de cognac Lamoureux.

## Politique et administration

### Découpage territorial
La commune de Salles-d'Angles est membre de la communauté d'agglomération du Grand Cognac, un établissement public de coopération intercommunale (EPCI) à fiscalité propre créé le 8 décembre 2016 dont le siège est à Cognac. Ce dernier est par ailleurs membre d'autres groupements intercommunaux.
Sur le plan administratif, elle est rattachée à l'arrondissement de Cognac, à la circonscription administrative de l'État de la Charente et à la région Nouvelle-Aquitaine.
Sur le plan électoral, elle dépend du canton de Charente-Champagne pour l'élection des conseillers départementaux, depuis le redécoupage cantonal de 2014 entré en vigueur en 2015, et de la deuxième circonscription de la Charente  pour les élections législatives, depuis le redécoupage électoral de 1986.

### Élections municipales et communautaires

#### Élections de 2020
Le conseil municipal de Salles-d'Angles, commune de plus de 1 000 habitants, est élu au scrutin proportionnel de liste à deux tours (sans aucune modification possible de la liste), pour un mandat de six ans renouvelable. Compte tenu de la population communale, le nombre de sièges à pourvoir lors des élections municipales de 2020 est de 15. Les quinze conseillers municipaux sont élus au premier tour avec un taux de participation de 35,38 %, issus de la seule liste candidate, conduite par Christophe You. Christophe You est élu nouveau maire de la commune le 26 mai 2020.
Le  siège attribué à la commune au sein du conseil communautaire de la communauté d'agglomération du Grand Cognac est alloué également à la liste de Christophe You.
Christophe You démissionne de son poste en septembre 2021, conduisant à l’organisation de nouvelles élections. L’unique liste en compétition, « Bien vivre ensemble à Salles-d’Angles », est élue le 18 novembre 2021. Marcel Géron est élu nouveau maire le 3 décembre 2021.

#### Liste des maires
| Période                                  | Période  | Identité         | Étiquette | Qualité                    |
| ---------------------------------------- | -------- | ---------------- | --------- | -------------------------- |
| Les données manquantes sont à compléter. |          |                  |           |                            |
| 1939                                     | 1944     | Charles Boinaud  |           | Viticulteur                |
| 1944                                     | 1947     | M. Chrétien      |           | Docteur                    |
| 1947                                     | 1950     | Jean Tachet      |           |                            |
| 1950                                     | 1953     | M. Chrétien      |           | Docteur                    |
| 1953                                     | 1971     | André Hitier     |           |                            |
| 1971                                     | 1974     | Gaston Grégor    |           |                            |
| 1974                                     | 1995     | Pierre Hitier    | RPR       | Conseiller général         |
| 1995                                     | 2008     | Maurice Cartraud |           |                            |
| 2008                                     | 2020     | Robert Guilloton | DVD       | Viticulteur retraité       |
| 2020                                     | 2021     | Christophe You   |           | Viticulteur, trufficulteur |
| 2021                                     | En cours | Marcel Géron     |           | Chaudronnier, chasseur     |

### Amitié avec Willerwald
La commune est proche de la ville de Willerwald en Moselle. Lors de la Seconde Guerre Mondiale, des habitants de cette commune se sont réfugiés à Salles-d'Angles, où ils furent bien accueillis. Depuis 1987 et une année sur deux, soit des habitants de Salles-d'Angles vont commémorer cette période à Willerwald lors d'un week-end festif, soit ils accueillent les habitants de Willerwald. L'accueil a lieu à Salles-d'Angles les 26-28 mai en 2022.

## Équipements et services publics

### Eau et déchets
Le groupe Saur est chargé de la gestion de l'eau.
Le service public Calitom est chargé des déchets.

### Espaces publics
Un jardin d'enfants est attenant à l'église.
Une salle polyvalente de grande capacité avec une cuisine est utilisée pour les événements publics et privés.

### Enseignement
L'école est un regroupement pédagogique intercommunal (RPI) entre Angeac-Champagne, Salles-d'Angles et Saint-Fort-sur-le-Né. Angeac-Champagne accueille l'école maternelle tandis que Salles-d'Angles et Saint-Fort-sur-le-Né se partagent les classes de l'école élémentaire. L'école de Salles-d'Angles se nomme Jean-Monnet, elle est située rue de la Grande-Champagne. Le secteur du collège est Segonzac.

### Postes et télécommunications
Un bureau de poste est présent dans la commune, ouvert le matin.

### Santé
Plusieurs cabinets médicaux sont présents. Une maison de santé est en projet, en lien avec la ville d'Ars.

### Justice, sécurité, secours et défense
Voir avec la Communauté d'agglomération du Grand Cognac.

## Population et société

### Démographie

#### Évolution démographique
L'évolution du nombre d'habitants est connue à travers les recensements de la population effectués dans la commune depuis 1793. Pour les communes de moins de 10 000 habitants, une enquête de recensement portant sur toute la population est réalisée tous les cinq ans, les populations de référence des années intermédiaires étant quant à elles estimées par interpolation ou extrapolation. Pour la commune, le premier recensement exhaustif entrant dans le cadre du nouveau dispositif a été réalisé en 2008.

En 2022, la commune comptait 1 007 habitants, en évolution de −2,71 % par rapport à 2016 (Charente : −0,48 %, France hors Mayotte : +2,11 %).
| 1793 | 1800 | 1806 | 1821 | 1831 | 1841 | 1846  | 1851  | 1856  |
| ---- | ---- | ---- | ---- | ---- | ---- | ----- | ----- | ----- |
| 824  | 710  | 744  | 668  | 742  | 961  | 1 008 | 1 023 | 1 282 |

| 1861  | 1866  | 1872  | 1876  | 1881  | 1886  | 1891 | 1896 | 1901 |
| ----- | ----- | ----- | ----- | ----- | ----- | ---- | ---- | ---- |
| 1 340 | 1 335 | 1 307 | 1 275 | 1 077 | 1 029 | 947  | 895  | 916  |

| 1906 | 1911 | 1921 | 1926 | 1931 | 1936 | 1946 | 1954 | 1962 |
| ---- | ---- | ---- | ---- | ---- | ---- | ---- | ---- | ---- |
| 925  | 903  | 855  | 870  | 886  | 798  | 880  | 933  | 912  |

| 1968 | 1975 | 1982  | 1990  | 1999  | 2006  | 2008  | 2013  | 2018  |
| ---- | ---- | ----- | ----- | ----- | ----- | ----- | ----- | ----- |
| 932  | 991  | 1 119 | 1 225 | 1 127 | 1 098 | 1 086 | 1 045 | 1 018 |

| 2022  | - | - | - | - | - | - | - | - |
| ----- | - | - | - | - | - | - | - | - |
| 1 007 | - | - | - | - | - | - | - | - |

D’après le recensement Insee de 2007, Salles-d'Angles compte 1 092 habitants (soit une diminution de 3 % par rapport à 1999).

#### Pyramide des âges
La population de la commune est relativement âgée.
En 2018, le taux de personnes d'un âge inférieur à 30 ans s'élève à 25,2 %, soit en dessous de la moyenne départementale (30,2 %). À l'inverse, le taux de personnes d'âge supérieur à 60 ans est de 34,9 % la même année, alors qu'il est de 32,3 % au niveau départemental.
En 2018, la commune comptait 501 hommes pour 517 femmes, soit un taux de 50,79 % de femmes, légèrement inférieur au taux départemental (51,59 %).
Les pyramides des âges de la commune et du département s'établissent comme suit.
| Hommes | Classe d’âge | Femmes |
| ------ | ------------ | ------ |
| 0,8    | 90 ou +      | 2,5    |
| 10,0   | 75-89 ans    | 14,1   |
| 22,0   | 60-74 ans    | 20,3   |
| 23,6   | 45-59 ans    | 23,2   |
| 17,2   | 30-44 ans    | 15,9   |
| 11,2   | 15-29 ans    | 8,1    |
| 15,4   | 0-14 ans     | 15,9   |

| Hommes | Classe d’âge | Femmes |
| ------ | ------------ | ------ |
| 1      | 90 ou +      | 2,7    |
| 9,2    | 75-89 ans    | 12     |
| 20,6   | 60-74 ans    | 21,3   |
| 20,7   | 45-59 ans    | 20,3   |
| 16,8   | 30-44 ans    | 16     |
| 15,6   | 15-29 ans    | 13,4   |
| 16,1   | 0-14 ans     | 14,3   |

### Sports et loisirs
Plusieurs équipements sont présents sur la commune : terrain de football éclairé avec club-house, boulodrome..

### Vie associative
La vie associative est multiple, avec quatorze associations sur la commune :
- Amicale des anciens combattants
- Amicale des retraités
- Animation culturelle salléenne
- ASSA Boules
- ACCA Chasse
- ASSA Football
- ASSA Gymnastique
- Association des parents d'élèves
- BAL'en soir
- Canikases, pour nos amis les animaux
- Comité des fêtes
- Shizen Karaté Shotokan
- Qu'étou Qu'olé Danse et théâtre en charentais
- Sauvegarde du patrimoine salléen (anciennement Sauvegarde de l'église St Maurice).

### Cultes
Le clocher dépend de la paroisse catholique de Segonzac.

### Médias
Les actualités sont souvent reprises par les quotidiens Charente libre et Sud Ouest.

## Économie

### Revenus
En 2018, la commune compte 435 ménages fiscaux, regroupant 999 personnes. La médiane du revenu disponible par unité de consommation est de 22 060 € (20 640 € dans le département).

### Emploi
|                | 2008  | 2013  | 2018   |
| -------------- | ----- | ----- | ------ |
| Commune        | 5,5 % | 8,5 % | 7,2 %  |
| Département    | 8,1 % | 9,9 % | 10,1 % |
| France entière | 8,3 % | 10 %  | 10 %   |

En 2018, la population âgée de 15 à 64 ans s'élève à 570 personnes, parmi lesquelles on compte 80 % d'actifs (72,8 % ayant un emploi et 7,2 % de chômeurs) et 20 % d'inactifs,. Depuis 2008, le taux de chômage communal (au sens du recensement) des 15-64 ans est inférieur à celui de la France et du département.
La commune fait partie de la couronne de l'aire d'attraction de Cognac, du fait qu'au moins 15 % des actifs travaillent dans le pôle,. Elle compte 678 emplois en 2018, contre 485 en 2013 et 425 en 2008. Le nombre d'actifs ayant un emploi résidant dans la commune est de 422, soit un indicateur de concentration d'emploi de 160,8 % et un taux d'activité parmi les 15 ans ou plus de 53,9 %.
Sur ces 422 actifs de 15 ans ou plus ayant un emploi, 111 travaillent dans la commune, soit 26 % des habitants. Pour se rendre au travail, 91,7 % des habitants utilisent un véhicule personnel ou de fonction à quatre roues, 4,3 % s'y rendent en deux-roues, à vélo ou à pied et 4 % n'ont pas besoin de transport (travail au domicile).

### Activités hors agriculture

#### Secteurs d'activités
111 établissements sont implantés  à Salles-d'Angles au 31 décembre 2019. Le tableau ci-dessous en détaille le nombre par secteur d'activité et compare les ratios avec ceux du département,.
| Secteur d'activité                                                                                        | Commune | Commune | Département |
| Secteur d'activité                                                                                        | Nombre  | %       | %           |
| --- | ------- | ------- | ----------- |
| Ensemble                                                                                                  | 111     | 100 %   | (100 %)     |
| Industrie manufacturière, industries extractives et autres                                                | 20      | 18 %    | (11,7 %)    |
| Construction                                                                                              | 9       | 8,1 %   | (13,4 %)    |
| Commerce de gros et de détail, transports, hébergement et restauration                                    | 28      | 25,2 %  | (30,5 %)    |
| Information et communication                                                                              | 1       | 0,9 %   | (2,1 %)     |
| Activités financières et d'assurance                                                                      | 14      | 12,6 %  | (4,5 %)     |
| Activités immobilières                                                                                    | 5       | 4,5 %   | (3,6 %)     |
| Activités spécialisées, scientifiques et techniques et activités de services administratifs et de soutien | 14      | 12,6 %  | (13,7 %)    |
| Administration publique, enseignement, santé humaine et action sociale                                    | 12      | 10,8 %  | (11,4 %)    |
| Autres activités de services                                                                              | 8       | 7,2 %   | (9,3 %)     |

Le secteur du commerce de gros et de détail, des transports, de l'hébergement et de la restauration est prépondérant sur la commune puisqu'il représente 25,2 % du nombre total d'établissements de la commune (28 sur les 111 entreprises implantées  à Salles-d'Angles), contre 30,5 % au niveau départemental.

#### Entreprises et commerces
L'entreprise ayant son siège social sur le territoire communal qui génère le plus de chiffre d'affaires en 2021 est : 
- Etablissements Fortet-Dufaud, commerce de gros (commerce interentreprises) de produits chimiques (19 029 k€)

Une zone industrielle se développe en face de la base aérienne, au lieu-dit du Pont Neuf. Elle comporte une trentaine de sites industriels, en majorité liés à la filière du cognac et des spiritueux. Une usine d'embouteillage de la société Hennessy y est située.
Plusieurs commerces existent dans le bourg : une boulangerie, un salon de coiffure, une auto-école et un garage du réseau AD, ainsi qu'une supérette-traiteur.

### Agriculture
La commune est dans le « Cognaçais », une petite région agricole dans le département de la Charente. En 2020, l'orientation technico-économique de l'agriculture  sur la commune est la viticulture.
|               | 1988  | 2000  | 2010  | 2020  |
| ------------- | ----- | ----- | ----- | ----- |
| Exploitations | 66    | 53    | 42    | 33    |
| SAU (ha)      | 1 663 | 1 672 | 1 584 | 1 463 |

Le nombre d'exploitations agricoles en activité et ayant leur siège dans la commune est passé de 66 lors du recensement agricole de 1988  à 53 en 2000 puis à 42 en 2010 et enfin à 33 en 2020, soit une baisse de 50 % en 32 ans. Le même mouvement est observé à l'échelle du département qui a perdu pendant cette période 64 % de ses exploitations,. La surface agricole utilisée sur la commune a également diminué, passant de 1 663 ha en 1988 à 1 463 ha en 2020. Parallèlement la surface agricole utilisée moyenne par exploitation a augmenté, passant de 25 à 44 ha.
La viticulture est une activité importante de Salles-d'Angles, qui est située dans la zone d'appellation d'origine contrôlée cognac, en Grande Champagne, premier cru classé du cognac.
De petits producteurs de cognac, de pineau des Charentes et de vin de pays sont installés dans la commune.

## Culture locale et patrimoine

### Culture

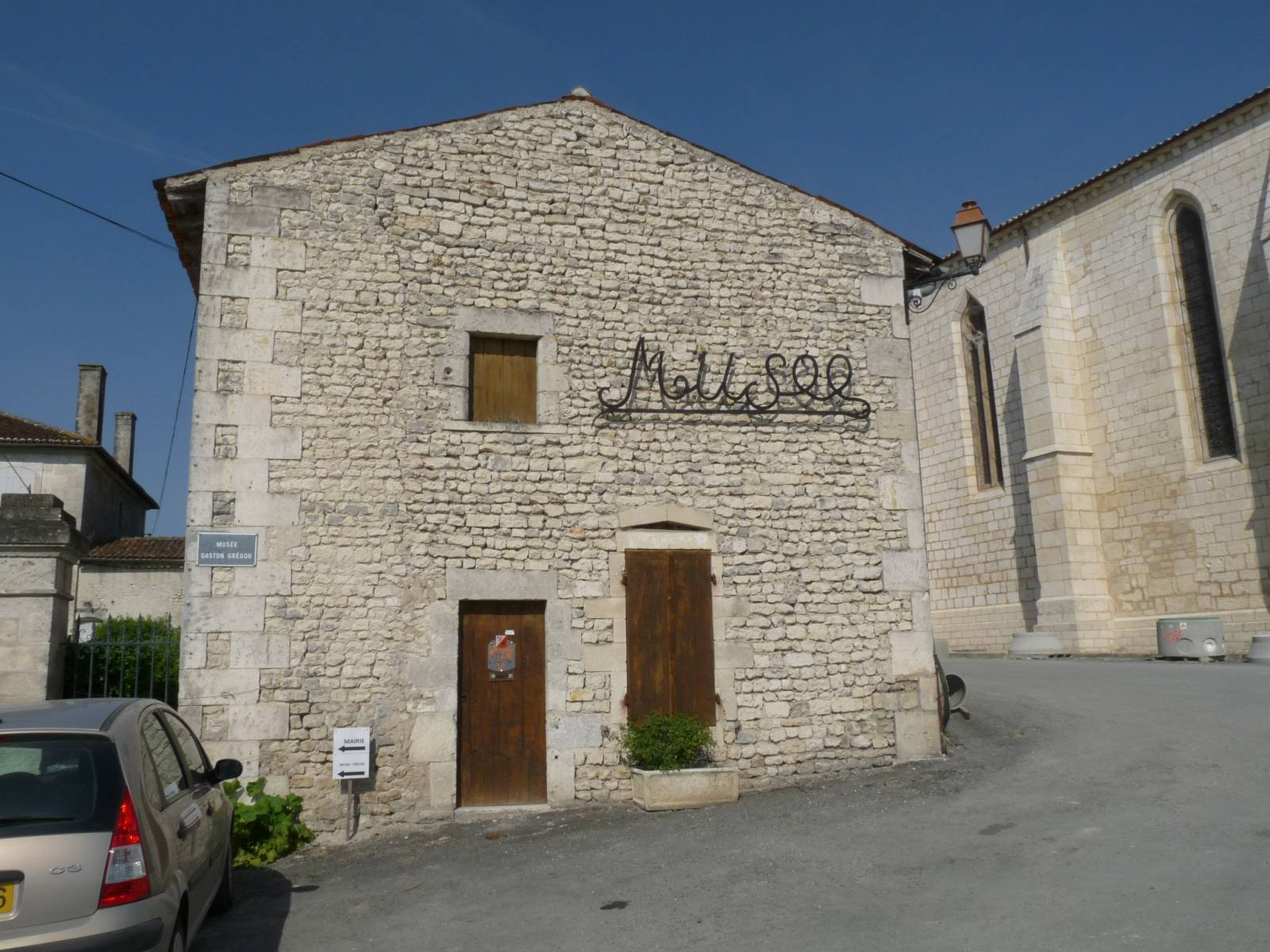
Le musée communal.

Le musée Gaston-Grégor aménagé dans les anciennes écuries et dépendances du presbytère qui ont été construites en 1789 : c'est le musée de la vie rurale au XIXe siècle avec les vieux outils de l'agriculture, la viticulture et l'artisanat, une collection de pierres taillées, des documents d'histoire locale et la reconstitution de la pièce unique où vivait un laboureur à bras en 1789.

### Patrimoine religieux

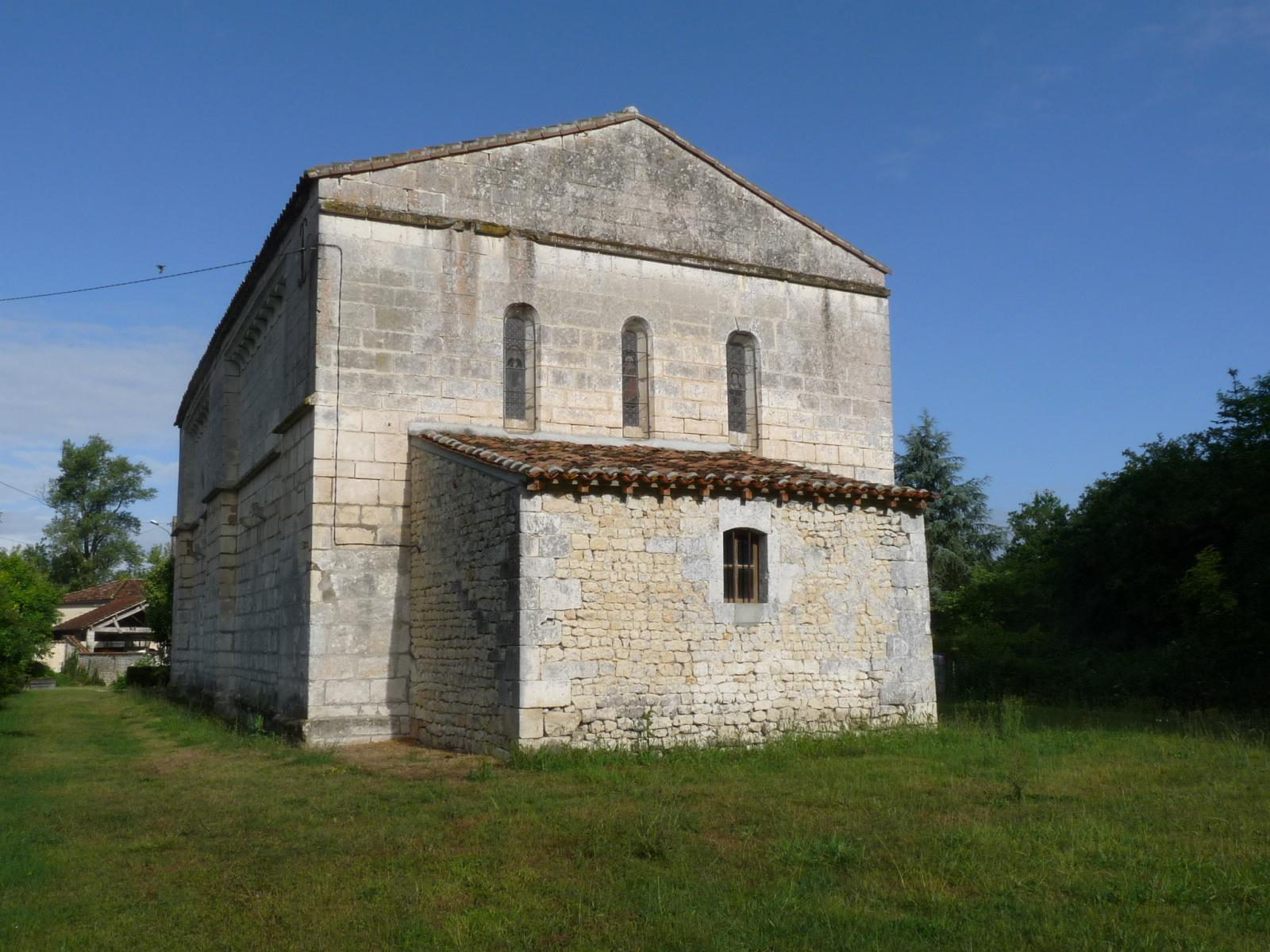
Commanderie d'Angles.

L'ancienne commanderie de Templiers de l'ordre de Saint-Jean de Jérusalem date du XIIe siècle. Elle est située à Angles.
L'église paroissiale Saint-Maurice date initialement du XIIIe siècle. Détruite pendant les guerres de Religion, elle a été reconstruite en 1664 en style gothique, puis fortement restaurée au XIXe siècle. Elle est inscrite monument historique depuis 1991.
Le presbytère, construit à la fin du XVIIIe siècle, est situé entre l'actuelle mairie et l'église Saint-Maurice. Il a gardé des boiseries d'origine, de qualité et bien conservées. Il ne se visite pas. Le presbytère et son jardin attenant sont inscrits.

Église Saint-Maurice
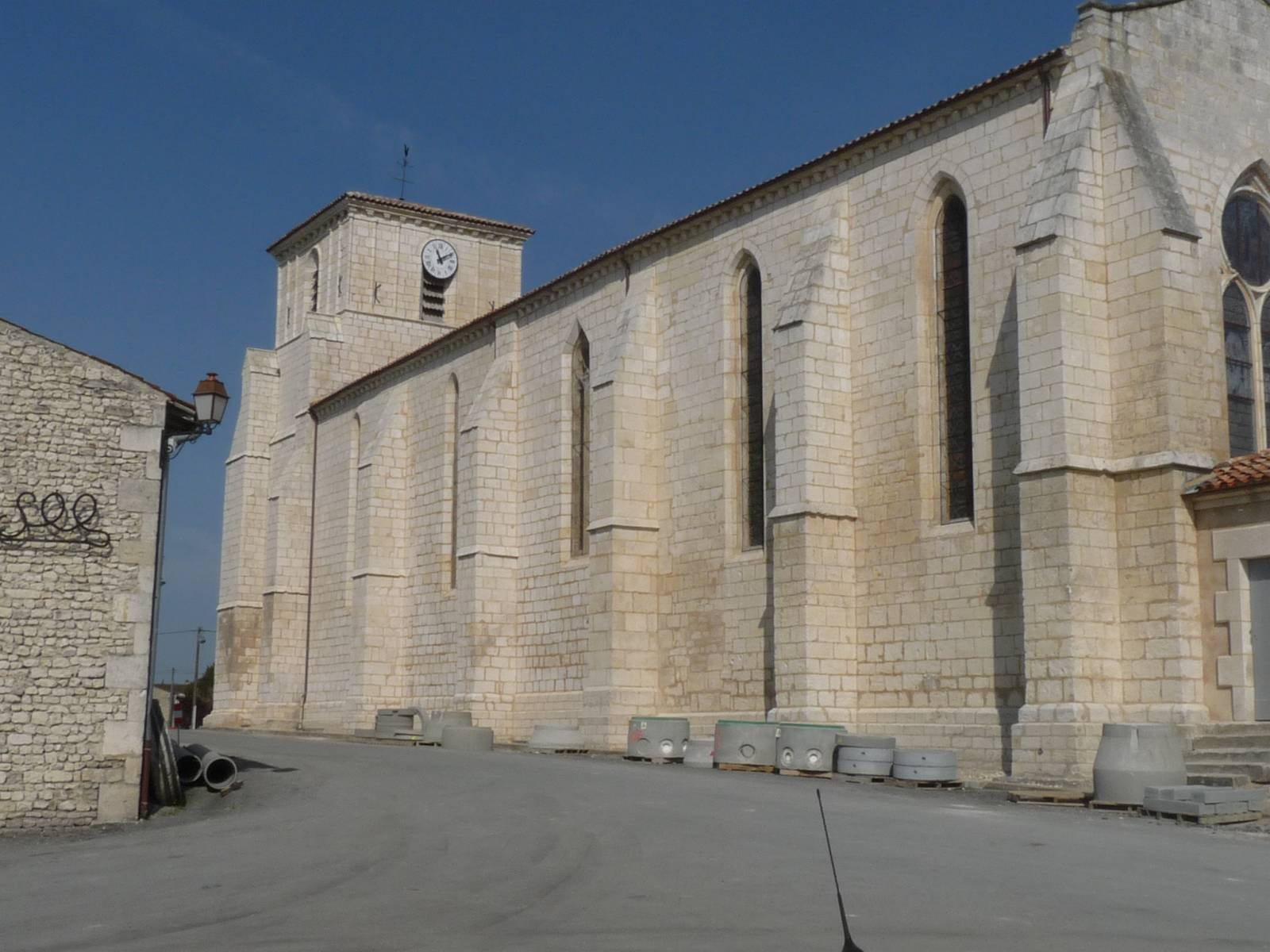
Vue latérale.
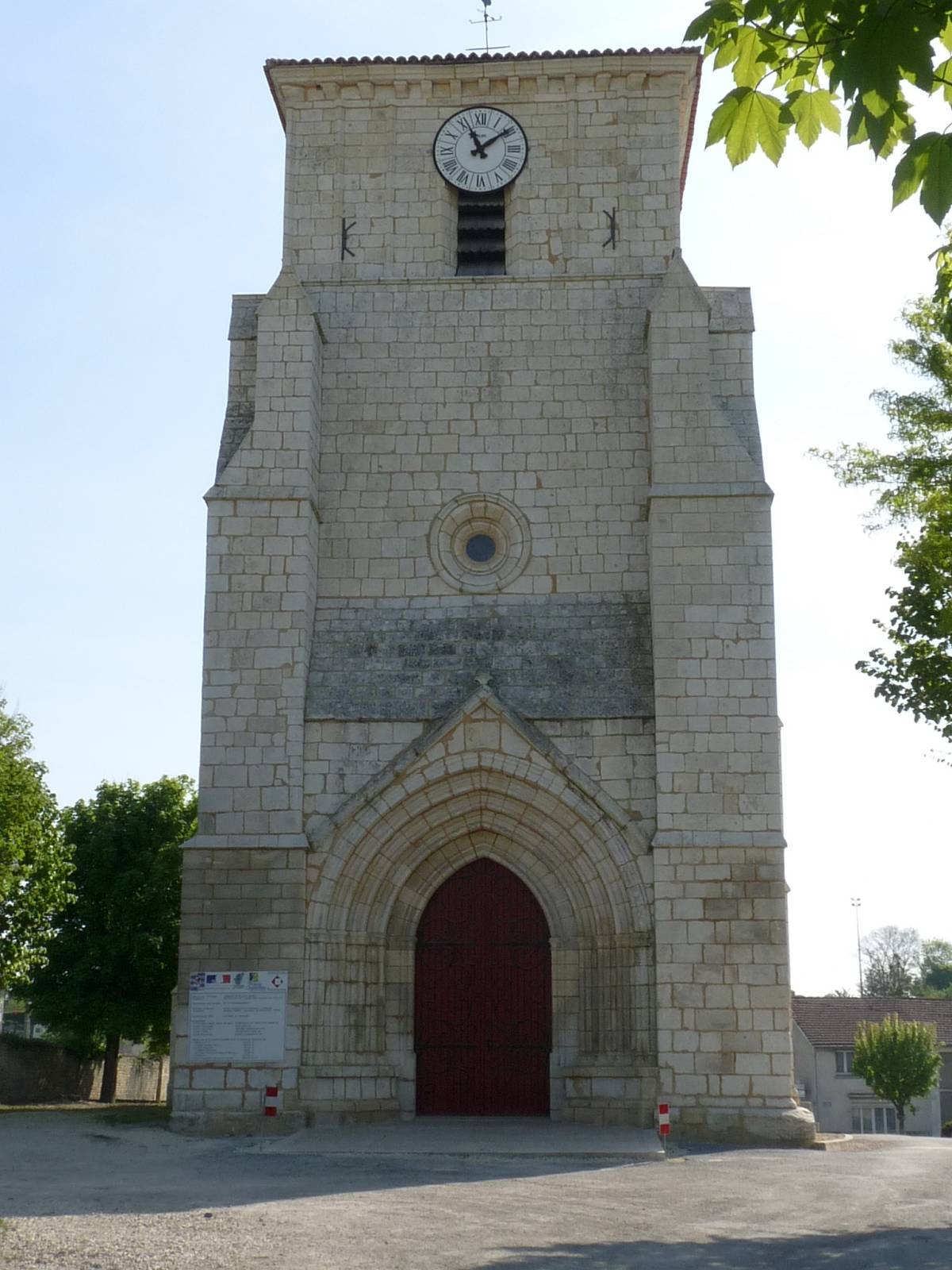
La façade et le clocher.
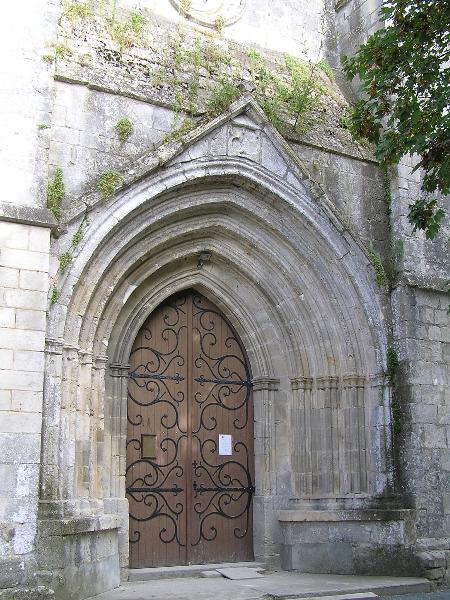
Le portail.
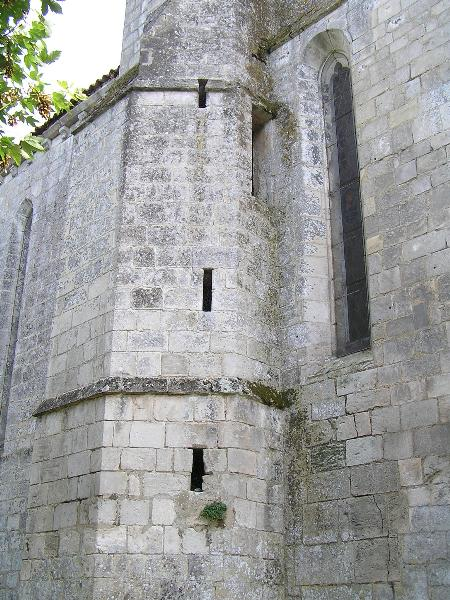
Tourelle latérale.

### Patrimoine civil
- Le pont du XVIe siècle, situé à Angles, possède deux arches plein cintre et porte un blason à croix de Malte renversée avec six molettes posées[79].
- Les moulins à eau et à vent[80], avec notamment le moulin de Villars[81] datant de la première moitié du XVIIIe siècle et propriété du groupe Boinaud, dominant la commune à l'est au bord du Bois d'Angeac.
- Le lavoir au lieu-dit Chez Bourreau[80].
- Le château du Coureau, domaine viticole, architecture du XIXe siècle.

### Héraldique
|  | Les armoiries de Salles-d'Angles se blasonnent ainsi : Fascé contre-fascé d'or et d'azur, sur le tout d'argent à la cotice de gueules accompagnée en chef d'un bosquet de trois ormeaux de sable et en pointe d'un alambic du même. |

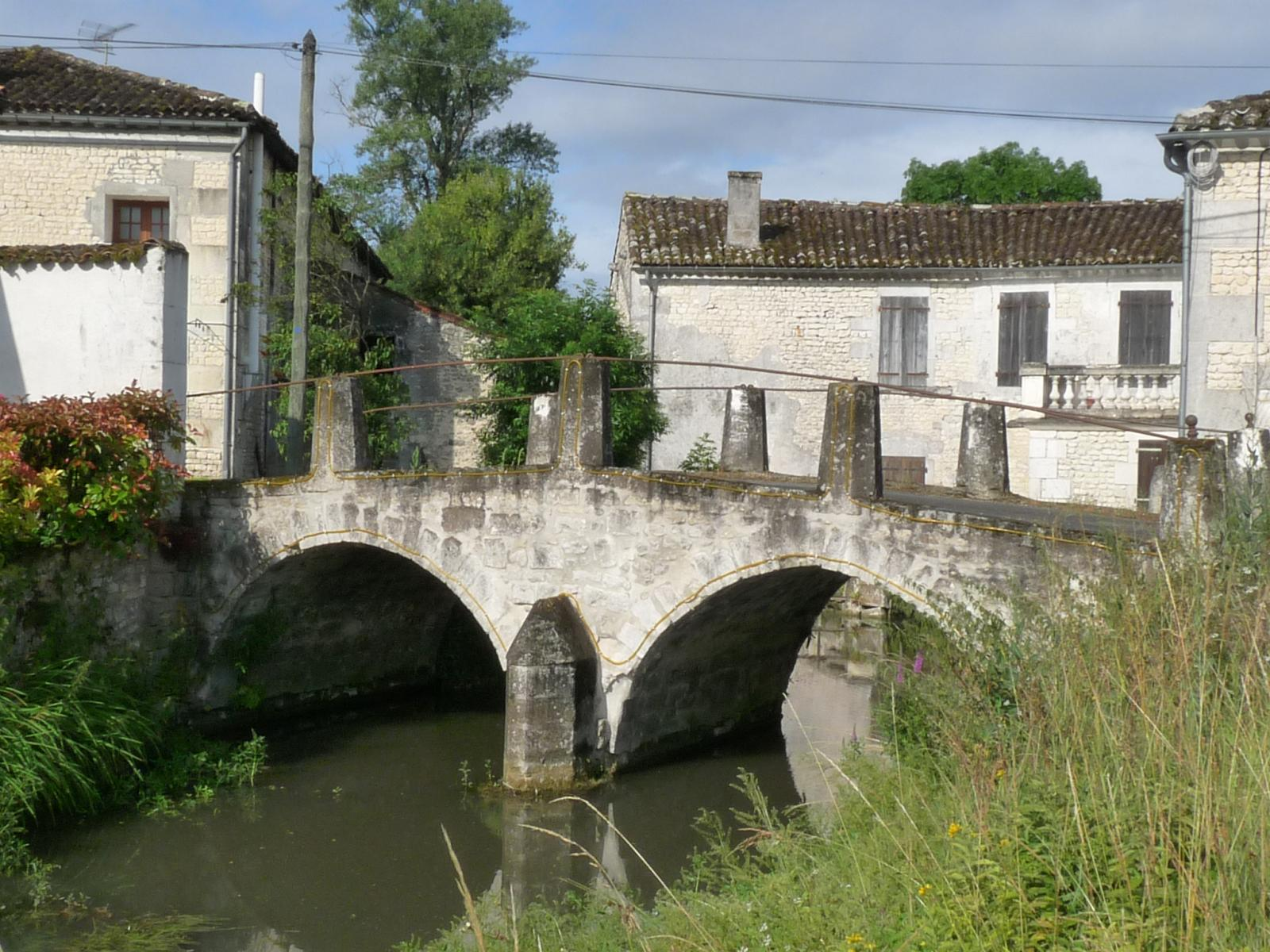
Pont médiéval à Angles.
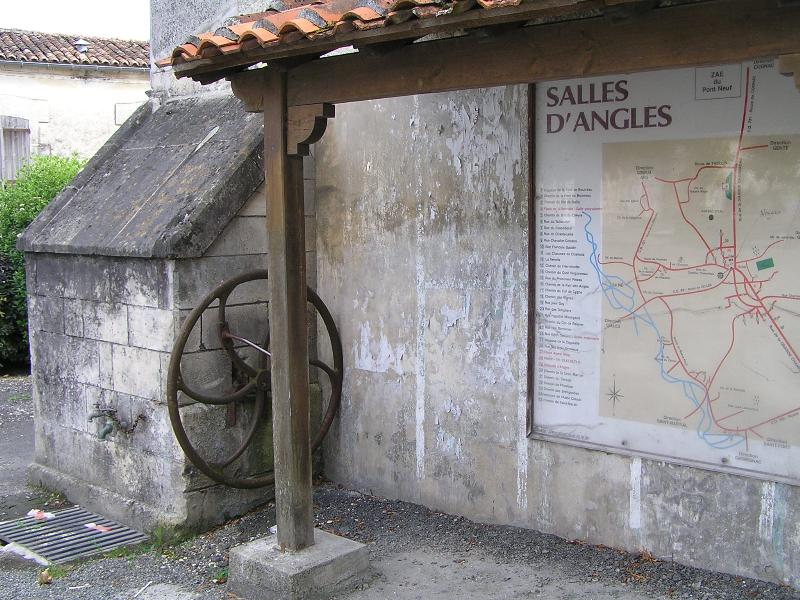
Puits au bourg.